# NK Mladost Vođinci
Nogometni klub Mladost Vođinci hrvatski je nogometni klub iz Vođinaca.
Trenutačno se natječe se u Međužupanijskoj ligi Osijek – Vinkovci.

## Povijest
Klub je osnovan 1947. godine pod imenom FD Slaven. Nakon toga nosi ime NK Jedinstvo, a od 1954. godine današnje ime NK Mladost.
U sezoni 2009./10. klub osvaja 1. mjesto u 2. ŽNL Vukovarsko-srijemskoj NS Vinkovci, te će od sezone 2010./11. nastupati u 1. ŽNL Vukovarsko-srijemska. U sezoni 2014./15. klub se natjecao u Međužupanijskoj ligi Osijek – Vinkovci, nakon čega se vraća u 1. ŽNL.

## Vanjske poveznice
- Profil, HNS Semafor